# Справжні лобстери
Справжні лобстери (Nephropoidea) — надродина десятиногих ракоподібних. Містить одну живу на сьогодні родину — Лобстери (Nephropidae), а також три вимерлих родини: Chilenophoberidae, Protastacidae і Stenochiridae. Таксономічно є близькими до рифових омарів.